# Ulica Gliniana w Warszawie
Ulica Gliniana – ulica na warszawskiej Woli, biegnąca od ul. Smoczej na południowy zachód. 

## Historia
Nazwa ulicy została poświadczona po raz pierwszy w 1775.
W 1871 na terenie między obecnymi ulicami: Smoczą, Glinianą, Okopową i Niską, w miejscu zasypanych i splantowanych glinianek, rozpoczęła się budowa garbarni, działającej od lat 80. XIX wieku pod firmą Bracia Pfeiffer. Po 1874 pod nr 5 powstała fabryka Tow. Akc. Warszawska Fabryka Śrub i Drutu założona przez Majera Wolanowskiego. W 1914 zatrudniała ok. 600 pracowników.
W listopadzie 1940 ulica znalazła się w granicach getta.
Ulica w swoim obecnym biegu została wytyczona po II wojnie światowej na gruzach zburzonej dzielnicy zamkniętej, na południe od istniejącej do 1943 ulicy Glinianej. Była także od niej dwukrotnie krótsza. 29 czerwca 1964 nadano jej nazwę działacza komunistycznego Jana Paszyna.
28 sierpnia 2014 Rada m. st. Warszawy nadała ulicy obecną nazwę.